# La batalla de la vida
La batalla de la vida (The Battle of Life: A Love Story) és un relat de Charles Dickens. És el quart dels seus cinc llibres nadalencs, i es publicà després d'El grill de la llar i abans d'El fetillat.
La història transcorre en un poble situat al lloc d'una batalla històrica. Alguns personatges es refereixen a aquesta batalla com a metàfora dels esforços de la vida, d'ací el títol.
És l'únic dels cinc llibres nadalencs que no conté elements sobrenaturals o explícitament religiosos (una de les escenes té lloc per Nadal, però no n'és la darrera). Té certa semblança a la d'El grill de la llar en dos aspectes: s'ambienta fora d'un entorn urbà i es resol amb un gir romàntic. És menys social que l'anterior, i com sol succeir en les obres de Dickens, té un final feliç.
És una de les obres menys conegudes de Dickens i mai assolí gran popularitat, característica que entre els llibres nadalencs comparteix amb El fetillat.

## Argument
Dues germanes, Grace i Marion, viuen felices en un poblet anglés amb els seus dos servents, Clemency Newcome i Ben Britain, i el seu pare vidu, el Dr. Jeddler, la filosofia del qual consisteix a enfrontar-se a la vida com si fos una farsa. Marion, la germana menuda, s'ha compromés amb Alfred Hearthfield, assistent de Jeddler, que està a punt d'abandonar el poble per acabar els seus estudis. Alfred confia a Marion a la cura de Grace, i promet tornar per ella.
Els advocats Snitchey i Craggs creuen que Michael Warden, un llibertí que aviat marxarà del país, pensa seduir-ne la més jove perquè fuja amb ell. Una nit, Clemency espia la cita clandestina de Marion amb Warden. El dia que Alfred ha de tornar, comproven que Marion ha fugit, i això provoca una enorme aflicció a son pare i germana.
Passen sis anys. Clemency s'ha casat amb Britain i els dos han obert una taverna al poble. Grace i Afred es casen després que la jove l'ajude a superar el seu desengany amorós, i tenen una filla anomenada també Marion. En l'aniversari de la xiqueta, Grace comenta a Alfred que Marion ha promés explicar la seua suposada «fugida» en persona. Marion s'hi presenta a la nit i explica la seua desaparició a tots els afectats: en realitat no fugí, sinó que ha viscut a ca la seua tia Martha amb la intenció de deixar que Alfred s'enamorara de Grace. Emocionats, tots la perdonen. També torna Warden, i després de ser perdonat pel Dr. Jaddle, es casa amb Marion.